# Калитинська сільська рада
| Калитинська сільська рада — орган місцевого самоврядування у Жмеринському районі Вінницької області з адміністративним центром у с. Калитинка. Сільській раді підпорядковані населені пункти: - с. Калитинка - c. Покутине |

## Склад ради
Рада складається з 16 депутатів та голови.

## Керівний склад сільської ради
| ПІБ                          | Основні відомості                                                               | Дата обрання | Дата звільнення |
| ---------------------------- | ------------------------------------------------------------------------------- | ------------ | --------------- |
| Зеленецький Юрій Віталійович | Сільський голова, 1963 року народження, освіта, безпартійний                    | 26.03.2006   | 31.10.2010      |
| Войчишен Василь Іванович     | Сільський голова, 1971 року народження, освіта середня спеціальна, безпартійний | 31.10.2010   |                 |

Примітка: таблиця складена за даними джерела